# Sarytsjev
Sarytsjev er en stratovulkan, der dækker næsten hele øen Matua i Kurilerne i Rusland. 
Bjerget over vulkanen har en højde på 1.496 over havets overflade. 
Bjerget er opkaldt efter udforskeren og hydrografen Gavril Sarytsjev fra den russiske marine (1763–1831). 
48°05′26″N 153°12′05″Ø / 48.0906°N 153.2014°Ø